# Блит, Эдвард
Эдвард Блит (англ. Edward Blyth; 23 декабря 1810, Лондон — 27 декабря 1873) — английский зоолог и фармацевт. Известен также как один из основателей индийской зоологии.

## Биография
Блит родился 23 декабря 1810 года в Лондоне в семье торговца тканями. Его отец умер в 1820 году, после чего мать отправила его в школу доктора Феннелла в Уимблдоне. Здесь Эдвард увлекался чтением, но часто проводил время на природе. Окончив школу в 1825 году, Блит продолжил изучать химию.
В 1841 году он отправился в Индию, чтобы стать куратором музея Royal Asiatic Society of Bengal (Королевское азиатское общество Бенгалии). Он начал с модернизации каталогов музея и опубликовал в 1849 году каталог о птицах «Catalogue of the Birds of the Asiatic Society». Сам он не мог выполнять полевые исследования, но он описал много видов птиц, экземпляры которых он получал от Аллана Октавиана Юма, Сэмюэла Тикелла, Роберта Свайно и других учёных. До 1862 года он продолжал работу куратора, пока плохое состояние здоровья не вынудило его вернуться в Англию. В 1881 году был опубликован его труд «The Natural History of the Cranes».
В его честь описано несколько таксонов птиц:
- Род Блитовы дятлы (Blythipicus)
- Серобрюхий трагопан (Tragopan blythii)
- Сомалийский длиннохвостый скворец (Onychognathus blythii)
- Sturnia blythii (представитель рода малых скворцов)

Кроме того его имя носит лягушка из семейства Dicroglossidae Limnonectes blythii и щитохвостая змея Rhinophis blythii.
Ряд, описанных им видов птиц, по-английски называются в его честь (например, садовая камышовка,корольковидная пеночка, бирманский восточный бюльбюль,  папуасская птица-носорог,  пестрогрудый хохлатый орёл  и другие). 
В 1835 и 1837 годах Блит опубликовал в «Журнале естественной истории» две статьи, в которых ввел понятия борьбы за существование и выживания более приспособленных к среде существования. Однако он полагал, что естественный отбор играет консервативную, а не созидательную роль, сохраняя неизменными хорошо приспособленные «типичные формы».

## Труды
- The Magazine of Natural History с 1835 по 1837 гг.